# Европа наций и свобод
Европа наций и свобод (англ. Europe of Nations and Freedom, нем. Europa der Nationen und der Freiheit, фр. Europe des nations et des libertés) — крайне правая националистическая фракция Европейского парламента, основанная 16 июня 2015 года. Имея 37 депутатов, фракция «Европа наций и свобод» являлась наименьшей в Европейском парламенте. После выборов в Европейский парламент 2019 года была заменена фракцией «Идентичность и демократия».

## История
После выборов в Европейский парламент 22—25 мая 2014 года националистические и другие крайне правые партии, представляющие «Европейский альянс за свободу», намеревались создать собственную фракцию в Европарламенте нового созыва. Предыдущей попыткой сформировать крайне правую фракцию в Европейском парламенте стала группа «Идентичность, традиция, суверенитет», которая распалась со скандалом меньше чем через год после создания в 2007 году.

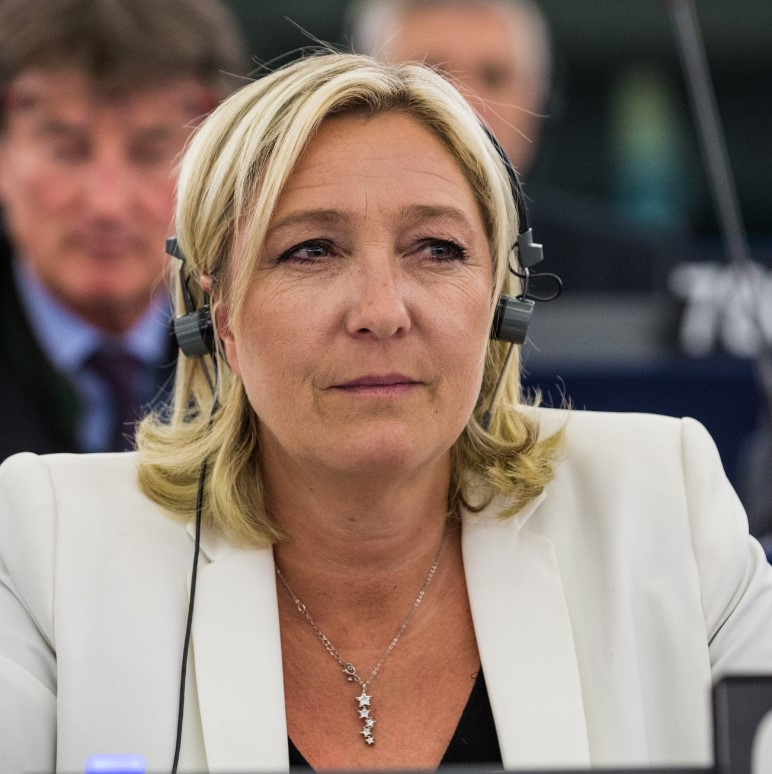

28 мая 2014 года на пресс-конференции в Брюсселе было объявлено, что Марин Ле Пен от французского «Национального фронта», Герт Вилдерс от нидерландской «Партии свободы» и Маттео Сальвини от итальянской «Лиги Севера» ведут переговоры о коалиции для образования фракции. 24 июня стало известно о неспособности политиков выполнить критерии, необходимые для формирования фракции: минимальное количество депутатов для создания фракции — 25 человек, они должны представлять не менее 7 стран — членов ЕС. Поэтому европарламентарии от правых партий не присоединились ни к одной из существовавших фракций, став независимыми депутатами. Позднее в 2014 году многие крайне правые партии, включая «Национальный фронт» и «Лигу севера» вышли из «Европейского альянса за свободу» и образовали (без участия «Партии свободы» из Нидерландов) новую европейскую политическую партию «Движение за Европу наций и свобод».
15 июня 2015 года Марин Ле Пен объявила о запуске на следующий день новой фракции Европарламента, в которую войдут «Национальный фронт», «Партия свободы», «Лига севера», «Австрийская партия свободы», «Фламандский интерес», «Конгресс новых правых» и вышедшая из «Партии независимости Соединённого королевства» Дженис Эткинсон. Создание группы стало возможным после двух отставок крупных и противоречивых фигур крайне правого спектра. Во-первых, исключение Жан-Мари Ле Пена из «Национального фронта» убедило евродепутата от Великобритании войти во фракцию. Во-вторых, уход Януша Корвин-Микке из «Конгресса новых правых» дал новый импульс для переговоров о присоединении двух оставшихся евродепутатов этой партии к фракции «Европа наций и свобод». Ранее Вилдерс и Ле Пен были противниками сотрудничества с «Конгрессом» из-за слишком радикальных взглядов Корвин-Микке. В группе «Народного фронта» в Европейском парламенте один из депутатов отказался примкнуть к коалиции, выразив солидарность с бывшим лидером фронта Жан-Мари Ле Пеном, а другой депутат Эмерик Шопрад во время подписания соглашения был на Фиджи и присоединился к фракции позже.
Имея 37 депутатов, фракция «Европа наций и свобод» являлась наименьшей в Европейском парламенте.

## Состав
В состав фракции на момент создания входило 6 партий, объединявших 35 евродепутатов, и один независимый парламентарий.
| Country        | Политическая партия                                               | ДЕПы     | Европейская партия |
| -------------- | ----------------------------------------------------------------- | -------- | ------------------ |
| Австрия        | Австрийская партия свободы (FPÖ) Freiheitliche Partei Österreichs | 4 из 18  | ЕАС/ДЕНС           |
| Бельгия        | Фламандский интерес Vlaams Belang                                 | 1 из 21  | ЕАС/ДЕНС           |
| Великобритания | независимый (избрана от UKIP)                                     | 1 из 73  | Нет                |
| Италия         | Лига Севера Lega Nord                                             | 5 из 73  | ЕАС/ДЕНС           |
| Нидерланды     | Партия свободы (PVV) Partij voor de Vrijheid                      | 3 из 26  | ЕАС                |
| Польша         | Конгресс новых правых (KNP) Kongres Nowej Prawicy                 | 2 из 51  | Нет                |
| Франция        | Национальный фронт (FN) Front National                            | 20 из 74 | ЕАС/ДЕНС           |